# Batalha de Fleurus (1794)
A Batalha de Fleurus (1794) foi um importante e decisivo confronto entre o Exército Revolucionário Francês e as forças da Primeira Coligação. Esta vitória francesa foi um ponto de viragem na Guerra da Primeira Coligação e teve como consequência o abandono dos Países Baixos Austríacos pela Áustria. Esta batalha foi também o primeiro confronto em que foi utilizado um meio aéreo (balão) para acções de reconhecimento.

## Antecedentes
Os exércitos da primeira Coligação, na Primavera de 1794, tiveram sucesso na contra ofensiva então lançada e conseguiram pôr em causa a ocupação francesa dos Países Baixos Austríacos e das Províncias Unidas. As forças francesas tiveram de recuar até à fronteira. O Comité de Salvação Pública apercebeu-se da gravidade da situação, pois era o próprio regime revolucionário que estava em causa. Os  efectivos extraordinariamente elevados que constituíam o exército francês desde que, em 28 de Agosto de 1793, tinha sido decretada a levée en masse, permitiram aos Franceses, em 1794, lançar um conjunto de ofensivas que provocaram ao fim da Primeira Coligação.
Com a incorporação de numerosos conscritos, os efectivos do exército cresceram e foi possível criar um novo exército destinado a actuar na região da confluência dos rios Sambre e Meuse. Esse novo exército, formado com unidades do Armée du Nord, Armée de la Moselle e Armée des Ardennes, virá a chamar-se Armée de Sambre et Meuse, conforme ficou definido, já depois da Batalha de Fleurus, por decreto do dia 29 de Junho de 1794. Para comandar este exército foi nomeado o general de divisão Jean-Baptiste Jourdan.
A França revolucionária conseguiu então deter a contra ofensiva da Coligação. O general Jourdan, capturou Charleroi, no dia 25 de Junho de 1794. Tratava-se de um objectivo importante pois a sua posse permitiria às forças francesas avançarem mais facilmente pelo centro do território belga. Porém, no dia seguinte, os Franceses foram alvo de um contra-ataque da Coligação lançado por um exército sob o comando de Frederick Josias, Príncipe de Saxe-Coburg, a norte da cidade que tinham acabado de capturar.

## O campo de batalha
Fleurus é uma cidade belga situada a cerca de 12 Km do centro de Charleroi, para Nordeste. O terreno na região apresenta uma morfologia relativamente plana. O acesso às zonas mais elevadas faz-se sempre por declives muito suaves.
O campo de batalha estende-se por um semi-círculo à volta de Charleroi, na margem Norte do Sambre, com os extremos assentes no rio e passando por Fleurus, Gosselies e Courcelles (de Este para Oeste). A povoação de Frasnes situa-se mais para Norte, entre Fleurus e Gosselies. No flanco Ocidental deste semi-círculo, a ocidente de Courcelles, corre a Ribeira de Piéton que não constitui obstáculo.

## Forças em presença

### Forças francesas
O exército presente em  Fleurus, era constituído por forças que tinham origem em três outros exércitos e que, a partir do dia 29 de Junho de 1794, iriam formar oficialmente o Armée de Sambre-et-Meuse, corpo militar que iria existir até Setembro de 1797. Este novo exército encontravam-se sob o comando do general de divisão Jean-Baptiste Jourdan e tinham um efectivo total de aproximadamente 77 500 homens. No dia da batalha, estavam formados três corpos de tropas de infantaria e um de cavalaria:

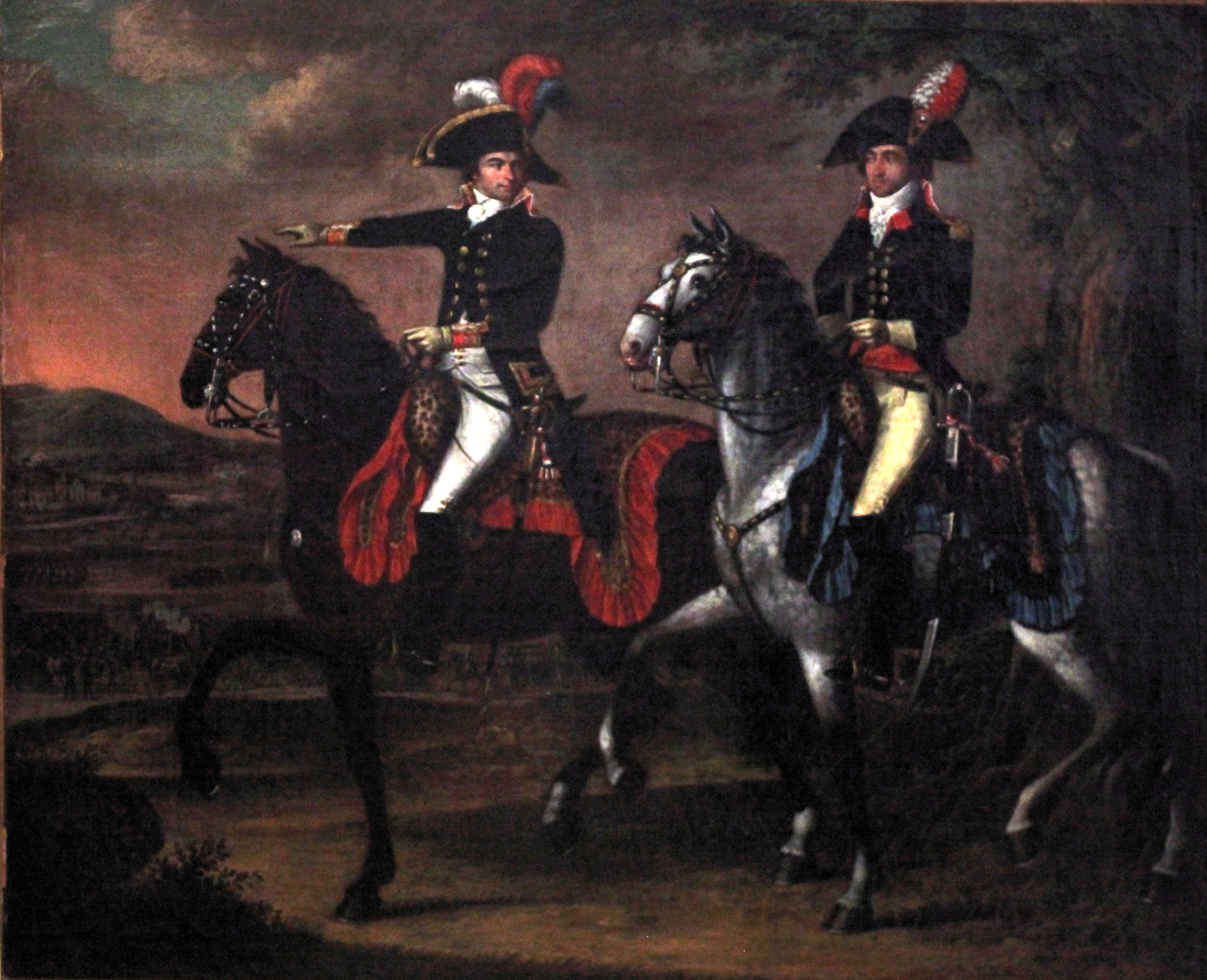
Retrato do general de divisão Jean-Baptiste Jourdan com o seu ajudante de campo. Pintura a óleo, datada de 1794.

- Armée de la Moselle, sob o comando do general Jourdan, com um total de 28 400 homens organizados em quatro divisões de infantaria comandadas pelos generais Jacques Maurice Hatry, Antoine Morlot, Jean Etienne Championnet e François Joseph Lefebvre.

- Armée du Nord, sob o comando do general de divisão Jean-Baptiste Kléber, com um total de 18.200 homens organizados em duas divisões de infantaria comandadas pelos generais Guillaume Philibert Duhesme e Anne Charles Basset de Montaigu.[7]

- Armée des Ardennes, sob o comando do general de divisão François-Séverin Desgraviers-Marceau, com um total de 17 500 homens de infantaria organizados em três divisões comandadas pelos generais Jean Thomas Guillaume Lorge,[8] Pierre Mayer e Charles Daurier, e uma divisão de cavalaria (2 300 sabres) sob comando do general Pierre Dubois.

- Reserva de Cavalaria, sob comando do general Paul-Alexis Dubois.

A estas forças deve-se acrescentar a artilharia da qual se desconhecem os efectivos e o número de bocas de fogo.

#### Emprego de balões

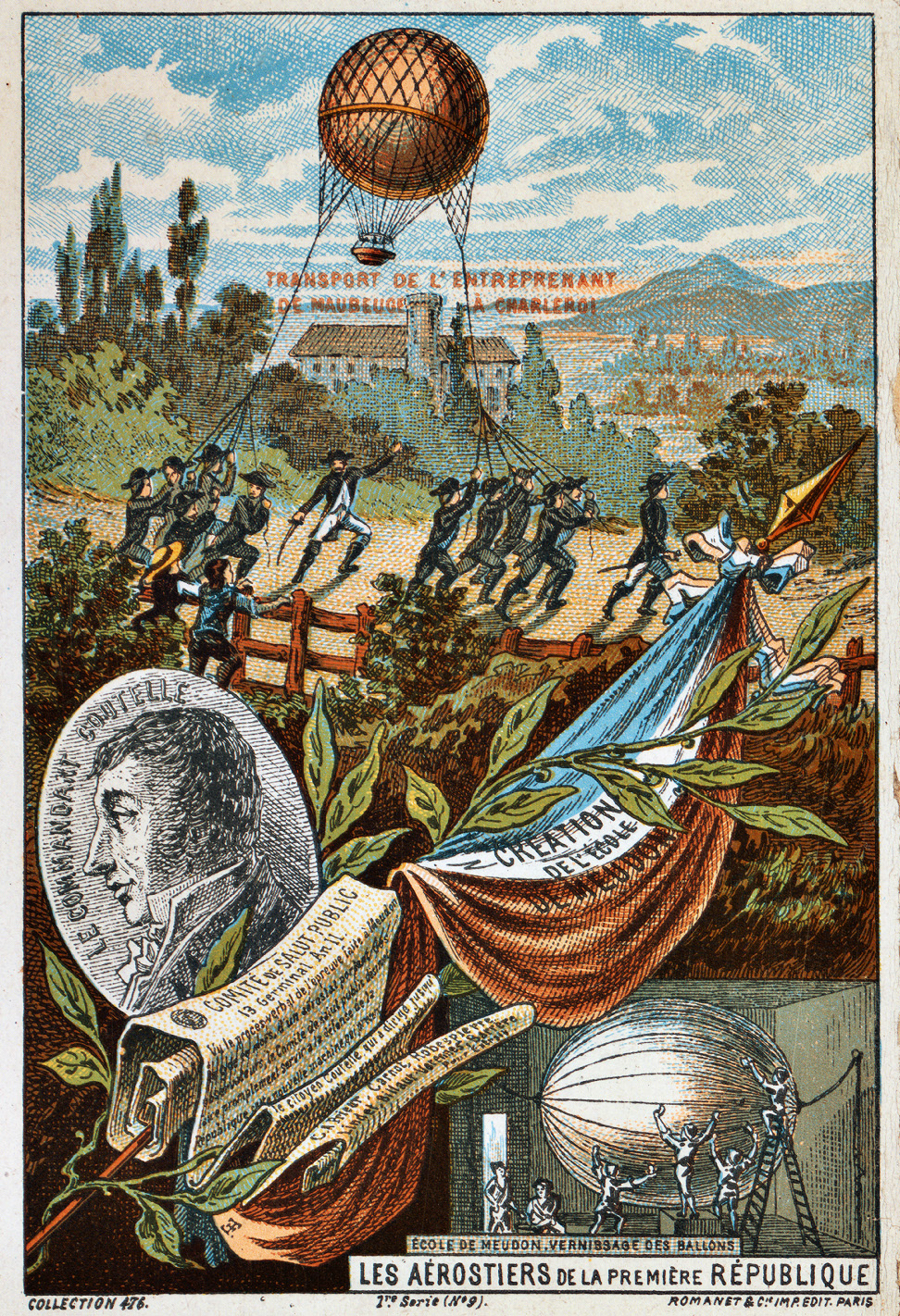
Transporte do l'Entreprenant de Maubeuge para Charleroi em 1794.

As forças revolucionárias francesas estavam desejosas de empregar todos os desenvolvimentos científicos para obterem vantagem no campo de batalha. Já em 1793, um dos irmãos Montgolfier tinha proposto, durante o Cerco de Toulon, lançar uma carga explosiva sobre a cidade a partir de um balão. O assunto foi do interesse das autoridades pois o Comité de Salvação Pública que apoiou as pesquisas sobre balões de observação. Por decreto de 2 de Abril de 1794, foi criada a primeira companhia de balões que entrou ao serviço no Armée de Sambre-et-Meuse.
Esta companhia tinha um efectivo de 26 homens (oficiais e praças) e estava equipada com um balão de seda, com quase 11 metros de diâmetro, cheio com hidrogénio. A sua primeira utilização no campo de batalha foi em Junho de 1794, em Fleurus.  As mensagens eram transmitidas para o solo através de simais feitos com bandeirolas ou por notas escritas e atiradas em sacos com pesos.
Durante a Batalha de Fleurus, um destes balões de observação manteve-se no ar durante as 10 horas em que duraram os combates. No cesto do balão encontravam-se Charles Coutelle, o construtor, e  Antoine Morlot, o comandante de uma das divisões do Armée de la Moselle. As mensagens eram enviadas através de um cabo com um saco. Isto permitiu ver o campo de batalha de uma perspectiva muito favorável e tomar decisões mais cedo que o normal. O balão também influenciou as tropas austríacas. Estas receavam o balão e viam-no como um agente do Diabo que se tinha aliado à República Francesa.

### Forças da Coligação

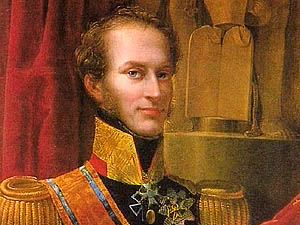
Guilherme de Orange, comandante das forças holandesas presentes na Batalha de Fleurus.

Os exércitos britânico e imperial (do Sacro Império Romano Germânico) estavam divididos em dois corpos: o primeiro, formado por forças britânicas e austríacas, sob o comando do Duque de York e do Conde de Clerfayt; o segundo, o principal exército dos Habsburgos, sob o comando do Príncipe de Sachsen-Coburg. As forças da Coligação nos Países Baixos Austríacos eram mais numerosas que as forças francesas mas encontravam-se dispersas. O Duque de York encontrava-se perto do Canal da Mancha para proteger Tournai, ameaçada pelo Armée du Nord. Por outro lado, Coburg destacou forças para proteger Namur enquanto ele se mantinha em posição para proteger Charleroi.
As forças sob o comando do Príncipe de Sachsen-Coburg englobavam tropas austríacas e holandesas, num total de aproximadamente 46 000 homens, às quais se juntavam algumas unidades suiças e de emigrées. Estavam sob comando do Príncipe Josias de Coburg e organizavam-se em cinco colunas:
- Primeira coluna, sob comando de Guilherme V, Príncipe de Orange, composta por três brigadas, sob o comando do Principe de Waldeck, Principe Frederico de Orange e do general Johann Sigismund Graf von Riesch. No total estavam presentes 21 batalhões de infantaria e 24 esquadrões de cavalaria.

- Segunda coluna, sob comando do Feldmarschalleutnant[12] Peter Vitus von Quosdanovich, composta por uma brigada com sete batalhões de infantaria e 16 bocas de fogo de artilharia.

- Terceira coluna, sob comando Feldmarschalleutnant Franz Wenzel Graf von Kaunitz-Rietberg, composta por uma brigada com cinco batalhões de infantaria, 5 esquadrões de cavalaria e 16 bocas de fogo de artilharia.

- Quarta coluna, sob comando do Feldmarschalleutnant Carlos da Áustria-Teschen, composta por uma brigada com sete batalhões de infantaria, 16 esquadrões de cavalaria e 18 bocas de fogo de artilharia.

- Quinta coluna, sob comando do Feldmarschalleutnant Johann Pierre de Beaulieu, composta por uma brigada com dezesseis batalhões de infantaria, 18 esquadrões de cavalaria e 18 bocas de fogo de artilharia.

## A batalha

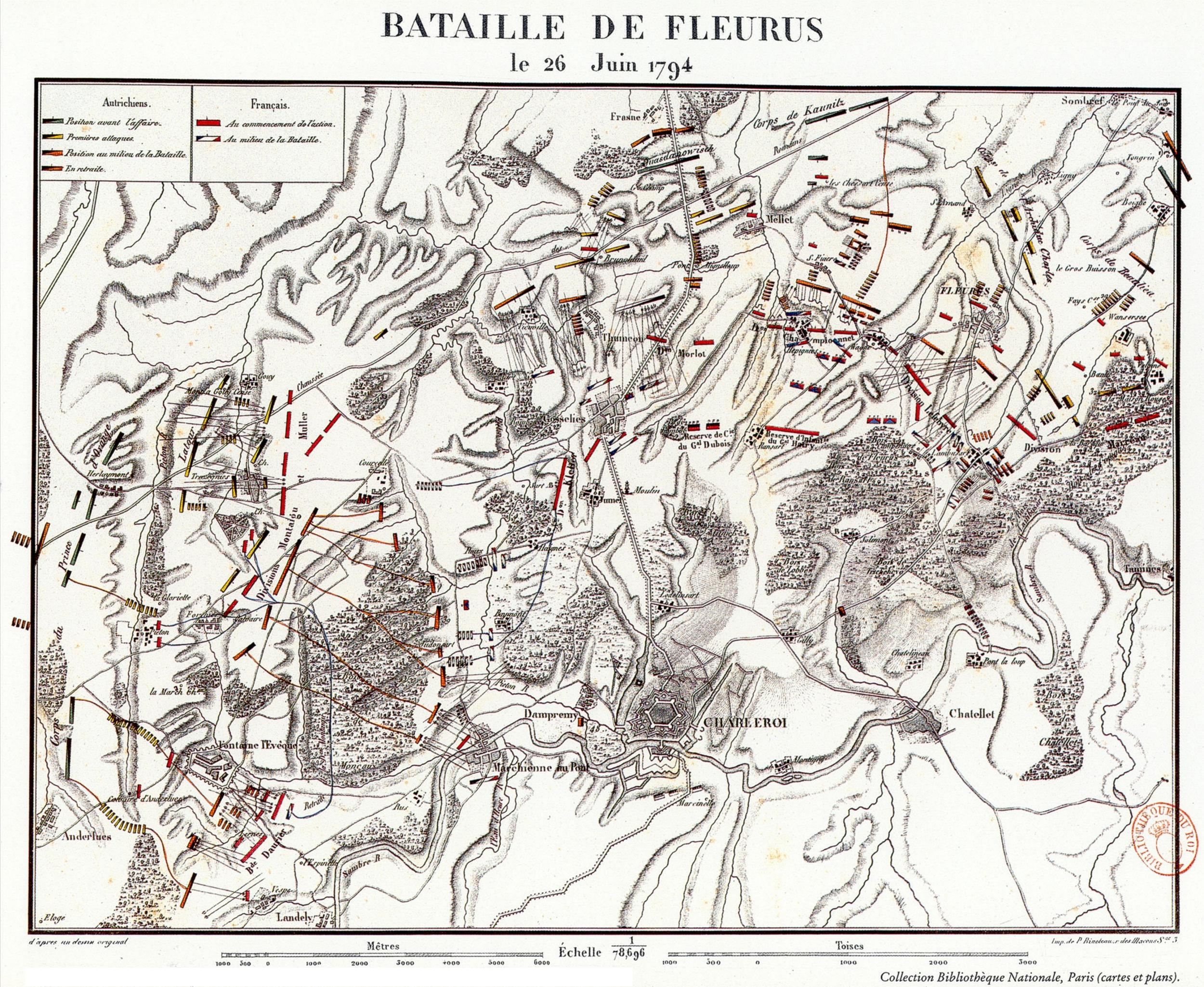
Mapa da Batalha de Fleurus, 1794, existente na Bibliotheque Nationale, Paris

Após a capitulação de Charleroi, Jourdan dispôs o seu exército num semi-círculo com centro naquela cidade e um raio com quatro a 5 Km. As forças do Armée de la Moselle, foram colocadas ao centro, com Jourdan a controlar pessoalmente duas divisões (Morlot e Championnet) entre Gosselies e Heppignies, em posições fortificadas, fortes em artilharia. Lefebvre ocupou uma posição entrincheirada entre Wangenie e Fleurus e a divisão de Hatry foi mantida em reserva. Na sua ala esquerda (ocidental), frente a Courcelles, encontravam-se as tropas do Armée du Nord que mantinham uma brigada em Landelies para defender a passagem pelo Rio Sambre. No flanco direito (oriental) encontravam-se as tropas do Armée des Ardennes. A cavalaria estava estacionada à volta de Ransart.
Ao contrário das forças francesas que utilizavam a organização em divisões e estas em brigadas, as forças austríacas foram organizadas em colunas, uma organização já antiga e menos flexível. Goburg decidiu atacar as forças francesas lançando as suas cinco colunas num ataque simultâneo ao centro e a ambos os flancos. Isto significava que, para além de dispor de um dispositivo menos flexível, não concentrou as suas forças num ponto decisivo.

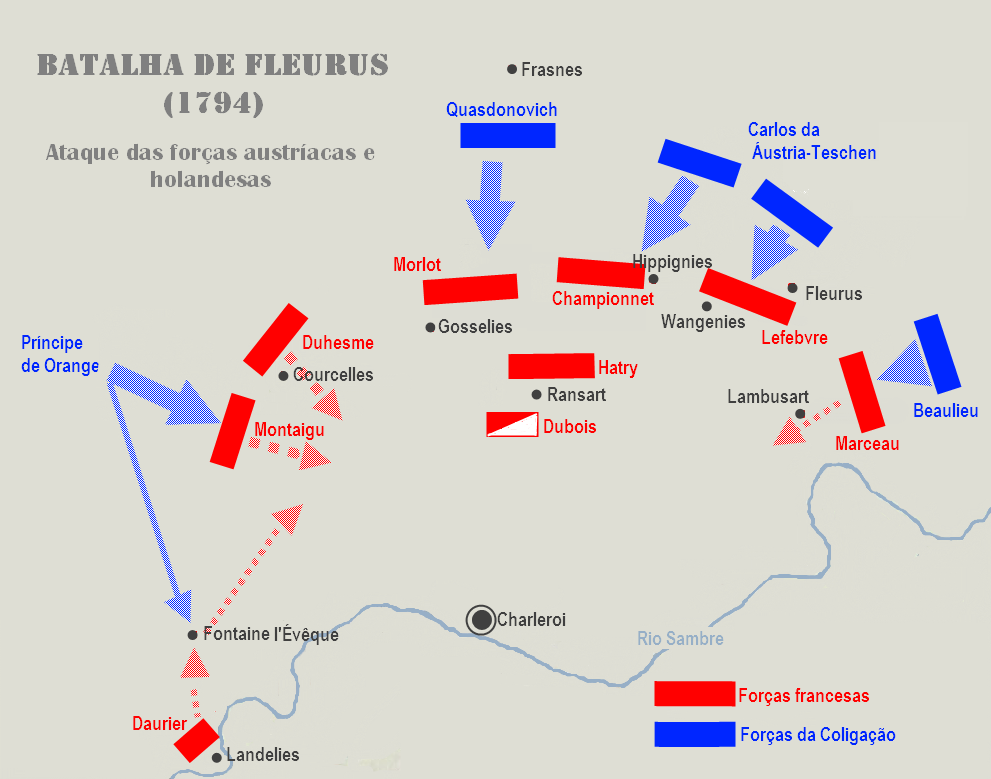
Mapa da Batalha de Fleurus (1794)

A primeira coluna, sob comando do Príncipe de Orange, atacou com uma brigada em direcção a Fontaine l'Evêque e as outras duas em direcção a Courcelle. A pressão do ataque e a intensidade do fogo das tropas atacantes obrigou a divisão de Montaigu a recuar para Courcelle. A brigada de Daurier, que se encontrava em Landelies, avançou para contra-atacar mas foi repelida pela infantaria e pela cavalaria de Orange, apoiadas por forte fogo de artilharia, e também teve de recuar. Cerca das 10H00, Orange dominava o terreno que tinha sido ocupado pelas forças do flanco esquerdo francês mas, entretanto, Kléber, que se encontrava com a divisão de Duhesme a Nordeste de Courcelle, enviou uma brigada (de Bernadotte) para se reforçar a divisão de Montaigu que tinha conseguido reorganizar-se mais à retaguarda e estas forças lançaram um novo contra-ataque. Ao fim de duas horas de luta renhida, o Príncipe de Orange foi obrigado a ordenar a suspensão do ataque e a retirar.
A coluna de Quosdanovich dirigiu-se de Frasnes para o centro do dispositivo francês. Este ataque foi suportado pela divisão francesa de Morlot que, já de tarde, foi obrigada a recuar para Gosselies. À direita de Quosdanovich, as terceira e quarta colunas, sob comando de  Carlos da Áustria-Teschen, atacaram as divisões de Championnet e de Lefebvre, entre Fleurus e Hppignies. Championnet encontrava-se num reduto com dezoito bocas de fogo de artilharia. Tanto a divisão de Champpionet como a de Lefebvre mantiveram as suas posições e as colunas austríacas acabaram por perder o ímpeto do ataque. No entanto, quando a quinta coluna, de Beaulieu, atacou a divisão de Marceau, no flanco direito (oriental) francês, esta cedeu e recuou até Lambusart deixando o flanco direito da divisão de Lefebvre desprotegido.
O sucesso inicial de Beaulieu permitiu a Carlos da Áustria-Teschen renovar o ataque das suas colunas, com forte apoio da cavalaria e artilharia. Champpionet acabou por ter de abandonar a sua posição e recuar para Sul de Heppignies. Lefebvre encontrava-se numa situação muito difícil. O coronel Soult com três batalhões e a cavalaria atribuída à divisão ficou com o encargo de proteger o flanco direito. Beaulieu rapidamente dirigiu a sua coluna para as posições ocupadas pelo corpo de tropas de Soult que agora estavam também apoiadas pelo que restava da divisão de Marceau.
Jourdan apercebeu-se da situação que estava a criar-se com o recuo das forças no centro do dispositivo e ordenou que a Reserva de Cavalaria, sob comando do general Dubois, avançasse sobre os austríacos. A primeira linha austríaca cedeu perante a carga de cavalaria e foi destroçada mas a segunda linha teve tempo de formar em quadrado e desta forma conseguiu defender-se. Entretanto, Championnet avançou com a sua divisão para apoiar a cavalaria e os austríacos das colunas que tinham atacado o centro retiraram apressadamente abandonando no terreno toda a sua artilharia ligeira. Lefebvre, no entanto, ainda enfrentava as forças de Carlos da Áustria-Teschen e de Beaulieu mas, sentindo que o centro do dispositivo estava agora assegurado, Jourdan fez avançar a divisão de Hatry para o seu flanco direito. Os combates continuaram ainda por algum tempo mas, a meio da tarde, não havendo sinais de um resultado decisivo, Coburg deu ordem de retirada.
Esta vitória francesa foi conseguida à custa de elevadas baixas: cerca de 5 000 homens e uma boca de fogo de artilharia. As baixas da Coligação não foram tão pesadas: 208 mortos, 1 017 feridos, 361 capturados e alguma artilharia.

## Consequências
Nesta altura da guerra, a corte de Viena estava convencida que já não valia a pena o esforço para tentar manter as suas províncias dos Países Baixos A retirada austríaca abriu o caminho aos Franceses para entrarem nas Províncias Unidas. Após a Batalha de Fleurus, os exércitos da República Francesa mantiveram a ofensiva até à derrota e dissolução da Primeira Coligação.